# Степановка (Новодонецкая поселковая община)
Степа́новка (укр. Степанівка) — село в Новодонецкой поселковой общине Краматорского района Донецкой области Украины.

## Общие сведения
Население по переписи 2001 года составляло 1039 человек. Почтовый индекс — 85018 Телефонный код — 6269.

## Промышленность

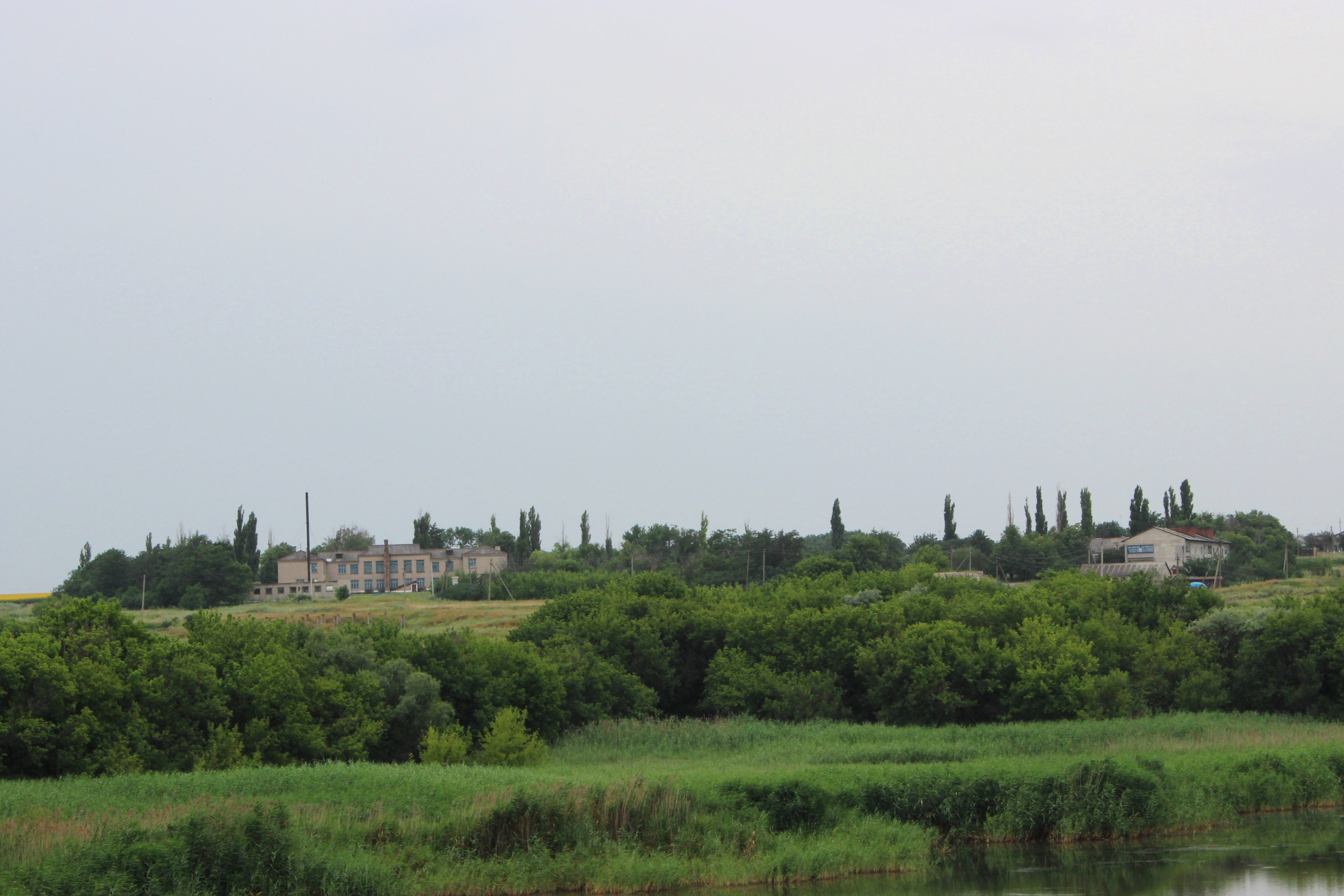
Степановка

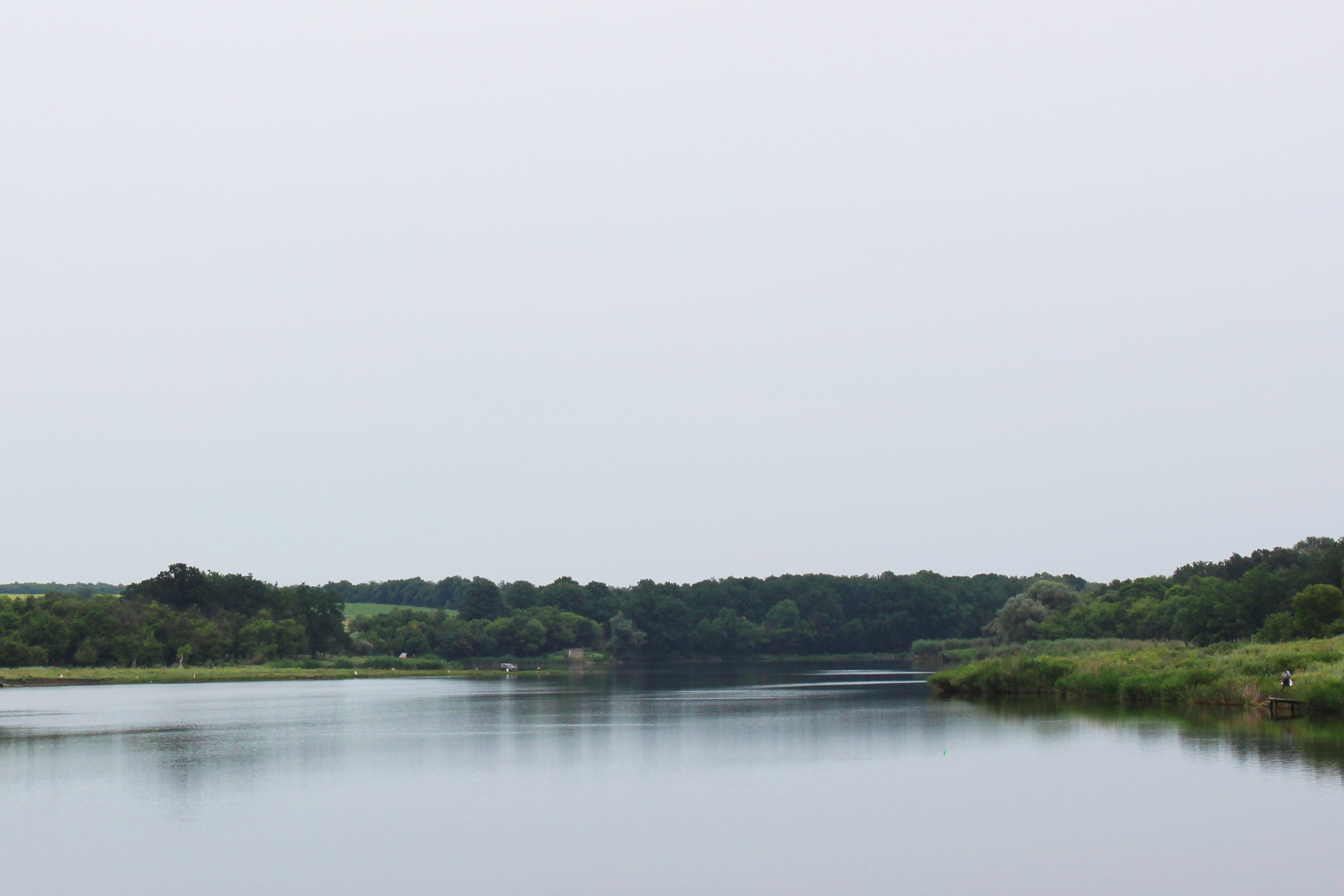
Пруд

В районе села разведаны значительные залежи каменного угля, его промышленная разработка признана перспективной. Разрабатывается проект шахты «Самарская-Капитальная» (по наименованию участка каменноугольного месторождения, которое будет разрабатываться). Привлекаются частные инвесторы для разработки недр на данном участке месторождения. Южнее села обнаружены залежи кирпичного сырья, разработка которых целесообразна.

## Местная власть
85010, Донецкая область, Краматорский район, пгт Новодонецкое, ул. Московская, 3.